# Strangers No More
Strangers No More é um filme-documentário em curta-metragem estadunidense de 2011 dirigido e escrito por Karen Goodman e Kirk Simon. Venceu o Oscar de melhor documentário de curta-metragem na edição de 2012.